# Alexandre Bis
Alexandre Bis (Alexander Zwo) est une série télévisée en coproduction franco-germano-austro-italienne en six épisodes de 78 minutes, créée par Franz Peter Wirth et diffusée en France en septembre 1974 sur la deuxième chaîne de l'ORTF.

## Synopsis
Mike Friedberg est un brillant homme d'affaires qui après un long séjour aux États-Unis, revient en Suisse. Dès son retour, il est victime d'une série de tentatives d'assassinat. Il finit par comprendre que celui qui est visé est en fait son frère jumeau, un redoutable espion formé par les soviétiques. Il se trouve sous le feu croisé des agents des deux blocs et doit prouver sa bonne foi.

## Distribution
- Jean-Claude Bouillon : Mike Friedberg
- Marina Malfatti : Sonja
- Alfons Höckmann : Schubert
- Konrad Georg : Le directeur Semmerling
- Charlotte Kerr : Maud
- Friedrich Siemers : Scott
- Helga Wiedenbrüg : Madame Brode
- Walter Maestosi : Michel
- Peter Capell : Le notaire

### Personnages secondaires

#### Épisode 1
- Helma Seitz : Melanie Friedberg
- Rose Renée Roth : Ulrike Friedberg
- Ursula Herwig : Renate Pilz
- Renato De Carmine : Dr Terborg
- Peter Fricke : Dr Seitz
- Peter Bongartz : Schlenk

#### Épisode 2
- Gigi Lesser : Caroline Lopez
- Nicolas Vogel : Lopez
- Laura Gianoli : Madame Lopez
- Erik Ode : Commissaire de la criminelle van Heygst
- Giancarlo Dettori : Dr Régnier
- Sergio Rossi : Petrow
- Félix Marten : Voudier
- Ingeborg Lapsien : Sœur Mathilde
- Wega Jahnke : Sœur Nina
- Walter Maestosi : Michel
- Friedrich Gröndahl : Secrétaire d'ambassade
- Jacques Lippe
- Bob Lessenne
- Claude Huart
- Sigfried Haubold

#### Épisode 3
- Martin E. Brooks : Camden
- Carl-Heinz Schroth : Wellbridge
- Gabriella Farinon (en) : Laureen
- Cheryl Ladd : Nelly
- Tol Avery : Avocat
- Rudolf W. Marnitz : Chanteur
- Leonard Stone : Chauffeur

#### Épisode 4
- Nicole Heesters : Sarah Baxter
- Peter Pasetti : Anthony Baxter
- Hans-Peter Thielen : Collins
- Will Danin : Terry
- Ronald Urban : Jucko
- Christian Comer : Premier secrétaire
- Richard Eden : Second secrétaire

#### Épisode 5
- Hansjörg Felmy : Klaus Müller
- Franz Mosthav : Micnic
- Monika Lehmbrock : Marion
- Rick Parsé : Officier français
- Manfred Guthke : Agent secret
- Günther Kieslich : Médecin

#### Épisode 6
- Erica Thomsen : Madame Schubert
- Peter Simon : Conducteur du funiculaire

## Épisodes
1. Le retour de Mike Friedberg (Gefährliche Heimkehr)
2. Feu vert pour le meurtre (Zum Abschuß freigegeben)
3. Le "moi" volé (Das gestohlene Ich)
4. On ne tue pas les morts (Tote müssen nicht mehr sterben)
5. L'atout (Der Trumpf)
6. L'ange gardien (Ping Pong)
7. Retour à l'envoyeur

## Commentaires
L'équipe de tournage était essentiellement allemande (de la Bavaria) et les deux rôles principaux étaient fournis par la France et l'Italie respectivement. Marina Malfatti est une actrice italienne, mais formée en France au Cours Simon.
La série a été tournée en Suisse, à Mürren dans le Canton de Berne.
C'est parce que sa femme avait vu Alexandre Bis en Allemagne et donc Jean-Claude Bouillon, que Victor Vicas a proposé à l'acteur le rôle du commissaire Valentin dans Les Brigades du Tigre. Cheryl Ladd, future Drôle de dame, a un petit rôle.
Une version condensée sous forme d'un film de 100 minutes a été distribuée aux États-Unis en 1980.

## Produits dérivés

### DVD
- Alexander Zwo Édition DVD intégrale - 2008 - Studio Hamburg  (EAN 4-03-177885302-0) (en langue allemande)